# Драго Чумић
Драгомир Драго Чумић (Сирач код Дарувара, 8. мај 1937 — Београд, 10. новембар 2013) био је српски глумац.

## Биографија
Чумић је рођен у Сирачу 8. маја 1937. године. Глуму је дипломирао на Факултету драмских уметности у Београду. Каријеру је започео малом улогом у филму Сан (1966) Пурише Ђорђевића, а потом игра и у водећим епизодним улогама. Најуспешнија остварења су му у комичним улогама неспретњаковића и губитника као у филму Радио Вихор зове Анђелију из 1979. године.
Преминуо је после краће болести 10. новембра 2013. године. Сахрањен је на Новом бежанијском гробљу 15. новембра 2013. године.

## Филмографија
| Год.       | Назив                                     | Улога                        |
| ---------- | ----------------------------------------- | ---------------------------- |
| 1960-е     |                                           |                              |
| 1966.      | Сан                                       | Сретен                       |
| 1967.      | Јутро                                     | Убица                        |
| 1968.      | Она воли                                  |                              |
| 1968.      | Подне                                     | обавештајац Чума             |
| 1968.      | Кад голубови полете                       | Лопов                        |
| 1968.      | У раскораку                               |                              |
| 1969.      | Лака лова                                 |                              |
| 1969.      |                                           |                              |
| 1969.      | Далеко је Аустралија                      | Тоша                         |
| 1969.      | Недјеља                                   | Пусо                         |
| 1969.      | Музиканти                                 |                              |
| 1970-е     |                                           |                              |
| 1970.      | Дан који треба да остане у лепој успомени |                              |
| 1970.      | Енглески онакав какав се говори           |                              |
| 1970.      | Живот је масовна појава                   |                              |
| 1970.      | Бициклисти                                |                              |
| 1970.      | Драга Ирена!                              | Драган                       |
| 1971.      | Од сваког кога сам волела                 |                              |
| 1971.      | Збогом остај бункеру на реци              |                              |
| 1971.      | С ванглом у свет                          |                              |
| 1972.      | Несахрањени мртваци (ТВ)                  |                              |
| 1972.      | Киша                                      |                              |
| 1972.      | Изданци из опаљеног грма                  |                              |
| 1973.      | Близанци                                  |                              |
| 1973.      | Павиљон број шест                         | Јеврејин Мојсејка            |
| 1973.      | Писмо                                     |                              |
| 1973.      | Опасни сусрети                            |                              |
| 1974.      | Партизани (ТВ серија)                     | Иван                         |
| 1974.      | Партизани                                 | Иван                         |
| 1974.      | Црвени удар                               | Пера                         |
| 1975.      | Доле са оружјем                           | Марко Радан                  |
| 1975.      | Наивко                                    | Милисав                      |
| 1975.      | Живе везе                                 |                              |
| 1975.      | Отписани                                  | Сирано                       |
| 1975.      | Ђавоље мердевине                          | Поштар                       |
| 1976.      | Џангризало                                | Отац                         |
| 1976.      | Морава 76                                 |                              |
| 1976.      | Грлом у јагоде                            | Кокан                        |
| 1977.      | Салајко (ТВ серија)                       |                              |
| 1977.      | Шта се догодило са Филипом Прерадовићем   | Стевица Снајпер              |
| 1977.      | 67. састанак Скупштине Кнежевине Србије   | Божић                        |
| 1977.      | Пас који је волео возове                  | Механичар                    |
| 1978.      | Трен                                      |                              |
| 1978.      | Тренер                                    | Александар                   |
| 1978.      | Павиљон VI                                |                              |
| 1978.      | Вучари Доње и Горње Полаче                |                              |
| 1978.      | Пуцањ у шљивику преко реке                |                              |
| 1979.      | Прва српска железница (ТВ)                | Вељко Јаковљевић             |
| 1979.      | Слом                                      | Кондуктер аутобуса           |
| 1979.      | Радио Вихор зове Анђелију                 |                              |
| 1980-е     |                                           |                              |
| 1980.      | Которски морнари                          |                              |
| 1980.      | Снови, живот, смрт Филипа Филиповића      | Гавра Пинтер                 |
| 1981.      | Војници                                   | Грађанин „колаборациониста“  |
| 1981.      | Имамо наступ (ТВ филм)                    |                              |
| 1982.      | Дечак је ишао за сунцем                   |                              |
| 1983.      | Малограђани                               |                              |
| 1983.      | Хало такси                                |                              |
| 1984.      | Мољац                                     |                              |
| 1984.      | Војници                                   | Грађанин „колаборациониста“  |
| 1986.      | Фрка (ТВ серија)                          |                              |
| 1986.      | Бал на води                               |                              |
| 1986.      | Друга Жикина династија                    | Пецарош                      |
| 1987.      | Милан — Дар                               |                              |
| 1987.      | Иванов                                    | Косих                        |
| 1987.      | Waitapu                                   | Човек на плажи               |
| 1987.      | Бољи живот                                | Професор Јанковић „Мравојед“ |
| 1987.      | И то се зове срећа                        | Љуба                         |
| 1987.      | Хајде да се волимо                        |                              |
| 1988.      | Вук Караџић                               | Аврам Петронијевић           |
| 1988.      | Ортаци                                    | Власник кафане               |
| 1988.      | Браћа по матери                           | Крстан                       |
| 1988.      | Балкан експрес 2                          | Агент                        |
| 1989.      | Бој на Косову                             | Сељак са зобницом            |
| 1989.      | Госпођа министарка                        | Пера - писар                 |
| 1989.      | Доме, слатки доме                         | Син Васић                    |
| 1989.      | Другарица министарка                      |                              |
| 1989.      | Балкан експрес 2                          |                              |
| 1990-е     |                                           |                              |
| 1990.      | Под жрвњем                                | Илија, пробисвет             |
| 1990.      | Агенција Киком                            | Полицајац                    |
| 1991.      | Образ уз образ: Новогодишњи специјал      | Драго                        |
| 1991.      | Глава шећера                              | Сељак у кафани               |
| 1991.      | Холивуд или пропаст                       |                              |
| 1992-1993. | Волим и ја неранџе... но трпим (серија)   | Мирко                        |
| 1992.      | Увод у други живот                        |                              |
| 1992.      | Први пут с оцем на јутрење                | Поштар Кошутић               |
| 1992.      | Театар у Срба                             |                              |
| 1993.      | Омнибус '93                               |                              |
| 1994.      | Жеља звана трамвај                        | Возач трамваја               |
| 1994.      | Дневник увреда 1993.                      | Портир                       |
| 1994.      | Тањавања                                  |                              |
| 1994.      | Скерцо                                    |                              |
| 1995.      | Све ће то народ позлатити                 | Продавац накита              |
| 1995-1996. | Срећни људи 2                             | Славковић                    |
| 1997.      | Танго је тужна мисао која се плеше        | Лажић                        |
| 1998.      | Лајање на звезде                          | Малетић Професор Физике      |
| 1998.      | Свирач                                    | Голуб Топаловић              |
| 2000-е     |                                           |                              |
| 2002.      | Заједничко путовање                       |                              |
| 2002.      | Новогодишње венчање                       | Стеван                       |
| 2003.      | Сироти мали хрчки 2010                    | Шеф агената                  |
| 2003.      | Илка                                      | доктор Мирковић              |
| 2004.      | Трагом Карађорђа                          | Стари Тополац                |
| 2004.      | Пљачка Трећег рајха                       | Ћора                         |
| 2004.      | Кад порастем бићу Кенгур                  | Клошар                       |
| 2005.      | У ординацији                              | Сека                         |
| 2005.      | Ивкова слава                              | Кузман                       |
| 2005.      | Сакупљач                                  |                              |
| 2006.      | Где цвета лимун жут                       | Војник из Лике               |
| 2005-2007. | Љубав, навика, паника                     | Мићин колега                 |
| 2006-2007. | Агенција за СИС                           | Крвожедни Џон                |
| 2007.      | Кафаница близу СИС-а                      | Крвожедни Џон                |
| 2007.      | Оно наше што некад бејаше                 | Мисаило                      |
| 2007.      | Позориште у кући                          | Чеда Мунгос                  |
| 2008.      | Краљевина Србија                          | Лазар Пачу                   |
| 2009.      | Кад на врби роди грожђе                   |                              |
| 2010-е     |                                           |                              |
| 2010.      | Грех њене мајке (ТВ серија)               | Кочијаш                      |
| 2010.      | Још један дан                             | Никола                       |
| 2011-2012. | Непобедиво срце (ТВ серија)               | Баштован Илија               |
| 2012.      | Шешир професора Косте Вујића              | Стари директор Милосављевић  |
| 2008-2012. | Бела лађа                                 | Северин Кукић                |
| 2012.      | Војна академија (ТВ серија)               | Зимчетов ујак                |
| 2012.      | Артиљеро                                  | чикица                       |
| 2013.      | Чекрк                                     | Деда                         |
| 2013.      | Шешир професора Косте Вујића (ТВ серија)  | Стари директор Милосављевић  |
| 2018.      | Систем                                    | Професор Вигњевић            |